# Yindu
Der Stadtbezirk Yindu (chinesisch 殷都区, Pinyin Yīndū Qū) ist ein Stadtbezirk in der chinesischen Provinz Henan. Er gehört zum Verwaltungsgebiet der kreisfreien Stadt Anyang im Norden der Provinz. Der Stadtbezirk hat eine Fläche von 70 Quadratkilometern und zählt 276.500 Einwohner (Stand: Ende 2018).

## Administrative Gliederung
Auf Gemeindeebene setzt sich der Stadtbezirk aus neun Straßenvierteln und einer Gemeinde zusammen. 